# Gilles Marchildon
Pour les articles homonymes, voir Marchildon.
Gilles Marchildon, originaire de Penetanguishene en Ontario au Canada, est une personnalité franco-ontarienne ayant cheminé en santé, en communication, en journalisme et comme militant associatif et président de plusieurs organismes communautaires et culturels.

## Biographie
Gilles Marchildon est né en 1965 au sein d'une famille francophone dans la ville bilingue de Penetanguishene en Ontario. Un autre membre de cette famille est connu comme écrivain francophone, Daniel Marchildon. Gilles Marchildon a étudié la science politique à l'université d'Ottawa et vers la fin de ses études, s'est fait élire président de la Fédération étudiante de l'université d'Ottawa en 1987-1988. Il a vécu ensuite à Paris, puis de retour au Canada, à Ottawa et à Toronto avant de déménager pour Winnipeg au Manitoba. Il y créé une entreprise de gestion culturelle livrant des mandats en marketing et communications. Il participe activement à la vie culturelle de la communauté franco-manitobaine et collabore au festival du Voyageur de Saint-Boniface et au festival Cinémental. Il sera membre du conseil d'administration et directeur général intérimaire au Winnipeg Film Group et relance le Reel Pride Film Festival. Parallèlement, il est rédacteur en chef et éditeur de la revue "OutWords" anciennement "Swerve" et journaliste dans la revue homosexuelle Xtra!.
Entre 2003 et 2006, Gilles Marchildon sera directeur général du groupe LGTB Egale Canada alors que l'organisme menait la lutte pour la reconnaissance du droit égal au mariage civil par les conjoints de même sexe. Vers la fin 2006, il devient directeur des communications pour l'Entraide universitaire mondiale du Canada. Il occupera cette même fonction pour le Réseau juridique canadien VIH/sida avant d'être nommé, en 2010, directeur général de l'organisme canadien "Action positive VIH/sida" en raison de sa bonne connaissance du VIH/SIDA. D'ailleurs, il siègera pendant 6 ans (décembre 2013 à décembre 2019) au Comité consultatif de la Ministre de la Santé de l'Ontario sur le VIH et l'hépatite connu sous son acronyme anglais OACHA. Monsieur Marchildon poursuivra sa carrière dans le domaine de la santé comme directeur général de Reflet Salvéo,, (maintenant Entité 3), une agence de planification des services de santé en français. Il y sera pendant 5 ans avant d'être nommé directeur du campus de Toronto du Collège Boréal,,.
Au niveau de la francophonie, Gilles Marchildon est l'actuel président de la Fondation franco-ontarienne. Pendant quelques années, il a également occupé la présidence de l'Association des communautés francophones de l'Ontario à Toronto (ACFO-Toronto). De plus, il a siégé au comité consultatif francophone de la Ville de Toronto pour lequel il sera coprésident, ainsi qu'au comité consultatif des services aux aînés et des résidences de soins de longue durée. En 2021, la revue Le Chaînon () l'a nommé l'une de 25 personnalités marquantes de la francophonie sud-ontarienne,,.
Gilles Marchildon est marié et vit actuellement à Toronto.